# Bavia albolineata
Bavia albolineata là một loài nhện trong họ Salticidae.
Loài này thuộc chi Bavia. Bavia albolineata được Elizabeth Maria Gifford Peckham & George William Peckham miêu tả năm 1885.

## Hình ảnh